# Ulica Franciszkańska w Poznaniu
Ulica Franciszkańska – ulica w Poznaniu, na Starym Mieście, na osiedlu Stare Miasto biegnąca od Starego Rynku w kierunku zachodnim. W średniowieczu nosiła nazwę platea Castrensis, do 1919: Franziskanerstrasse, 1919–1939: Franciszkańska, Podgórze, 1939-1945: Franziskanerstrasse, od 1945: Franciszkańska.

## Historia
Ulica łączyła Stary Rynek ze wzgórzem zamkowym i zamkiem królewskim, stąd wznosi się ona ku temu ostatniemu. Wiązało się to z jej starszymi nazwami (Podgórze i platea Castrensis). Od strony północnej sąsiaduje tylko z boczną elewacją Pałacu Działyńskich oraz ogrodem na jego tyłach, w którym rosną cenne gatunki drzew. Helena Szafran wskazała, że tutejszy miłorząb był w jej czasach najstarszym przedstawicielem swojego gatunku w mieście. Przeciwną pierzeję dominuje kościół i klasztor franciszkanów z freskami Adama Swacha, fasadą autorstwa Jana Końskiego i schodami zbudowanymi po obniżeniu się poziomu ulicy w 1875.

## Opisane obiekty
Od wschodu:
- Pałac Działyńskich (wejście od Starego Rynku),
- kościół św. Antoniego Padewskiego i klasztor franciszkanów konwentualnych,
- Makieta Dawnego Poznania.